# Ligne de trolleybus 35 (Liège)
La ligne 35 est une ancienne ligne du trolleybus de Liège qui reliait Liège à Robermont.

## Histoire
En septembre 1937, la ligne 35 est ouverte jusqu'au terminus qui est nommé "Bonne-Femme". Puis cette ligne sera allongée jusqu'à l'arrêt "Théâtre-Robermont". Elle remplaçait la ligne de tramway 2. En mars 1969, cette ligne cesse de fonctionner sous la forme de trolleybus : elle est remplacée par des bus.